# Gregor Balažic
Gregor Balažic (* 12. Februar 1988 in Murska Sobota, SFR Jugoslawien) ist ein ehemaliger slowenischer Fußballspieler.

## Verein
Seine Karriere begann er beim ND Mura 05, wo 2005 sein erster Einsatz für die Profimannschaft folgte. Im selben Jahr wechselte er nach Portugal zur Jugend von Benfica Lissabon. 2007 wechselte er dann in den Nachwuchs von Espanyol Barcelona. Im selben Jahr wechselte er zum damaligen spanischen Drittligisten Águilas CF. 2008 kehrte er nach Slowenien zurück und wechselte zum ND Gorica. Dort spielte er von 2008 bis 2010. Nach guten Leistungen wechselte er 2011 zum ukrainischen Erstligisten Karpaty Lwiw. Am 4. Februar 2015 unterschrieb er einen Vertrag beim FK Partizan Belgrad. In der Saison 2014/2015 gewann er mit Partizan die serbische Meisterschaft. In der Saison 2015/2016 gewann er den serbischen Pokal. Am 30. Dezember 2016 verließ er Partizan Belgrad und wechselte in die russische Premjer-Liga zum FK Ural. Beim FK Ural unterzeichnete er einen Vertrag für zweieinhalb Jahre. Diesen erfüllte er und nach kurzer Vereinslosigkeit ging er im Januar 2020 zu Enosis Neon Paralimni auf Zypern. Dort blieb er bis zum Sommer 2021, war dann erneut vereinslos und unterschrieb sechs Monate später einen Vertrag beim NŠ Mura. Nach einer Saison beendete bei Mura beendete er seine Karriere.

## Nationalmannschaft
Balažic absolvierte von 2004 bis 2010 insgesamt 31 Partien für diverse slowenische Jugendauswahlen. Am 26. Mai 2012 wurde er dann zum ersten Mal für die A-Nationalmannschaft gegen Griechenland nominiert, blieb aber ohne Einsatz. Am 11. November 2013 wurde er im Spiel gegen Kanada (1:0) in der zweiten Halbzeit eingewechselt und feierte so sein Debüt. Sein zweites und letztes Länderspiel bestritt er am 7. Juni 2014 gegen Argentinien (0:2), wo er ab der 88. Minute zum Einsatz kam.

## Persönliches
Sein älterer Bruder Marko (* 1984) ist ebenfalls Fußballprofi und steht aktuell in der Saison 201/22 beim österreichischen Regionalligisten USV St. Anna unter Vertrag.

## Titel
- Serbischer Meister: 2015, 2017
- Serbischer Pokalsieger: 2016, 2017